# Євич Микола Карпович
Мико́ла Ка́рпович Є́вич (нар. 1921 — пом. ?) — передовик сільського господарства Української РСР, Герой Соціалістичної Праці (1949).

## Життєпис
Народився 12 квітня 1921 року на території теперішнього Маньківського району Черкаської області в селянській родині. Дитиною пережив Голодомор в Україні (1932—1933) років.
У 1939 році призваний до лав РСЧА. Учасник німецько-радянської війни з червня 1941 року. Брав участь у оборонних боях на території України. У серпні 1941 року потрапив у полон поблизу Первомайська Одеської (нині — Миколаївської) області. У 1945 році звільнений союзниками.
У 1948 році тракторист насінницького радгоспу «Друга п'ятирічка» Первомайського району М. К. Євич на тракторі ХТЗ одержав урожай пшениці 30,9 центнера з гектару на площі у 150 гектарів, перевиконавши середню виробітку в тракторній бригаді на 25,5 %.
У 1971 році разом з родиною переїхав до Одеської області.

## Нагороди
Указом Президії Верховної Ради СРСР від 18 червня 1949 року Євичу Миколі Карповичу присвоєне звання Героя Соціалістичної Праці з врученням ордена Леніна і золотої медалі «Серп і Молот».
Також нагороджений орденом Вітчизняної війни 2-го ступеня (11.03.1985) і медалями.